# Kapella (1904)
Kapella – szwedzki torpedowiec z początku XX wieku, jedna z 12 zbudowanych jednostek typu Komet. Okręt został zwodowany 14 kwietnia 1904 roku w krajowej stoczni Lindholmen w Göteborgu i w tym samym roku wcielono go do służby w Svenska marinen. W 1921 roku okręt został przeklasyfikowany na patrolowiec i oznaczony Vedettbåt n:r 37. Jednostka została skreślona z listy floty w 1937 roku.

## Projekt i budowa
Torpedowce 1. klasy typu Komet były projektem niemieckiej stoczni Schichau w Elblągu, gdzie powstał prototypowy „Komet” . „Kapella” został zbudowany w krajowej stoczni Lindholmen w Göteborgu (numer stoczniowy 381) . Stępkę okrętu położono w 1903 roku, a zwodowany został 14 kwietnia 1904 roku .

## Dane taktyczno–techniczne
Okręt był torpedowcem o długości całkowitej 39,8 metra (39 metrów na wodnicy), szerokości całkowitej 4,8 metra i zanurzeniu 2,5 metra . Wyporność normalna wynosiła 92 tony, a pełna 120 ton . Okręt napędzany był przez pionową maszynę parową o mocy 1300 KM, do której parę dostarczał jeden kocioł . Maksymalna prędkość napędzanej jedną śrubą jednostki wynosiła 23 węzły . Okręt zabierał 17 ton węgla .
Uzbrojenie artyleryjskie jednostki składało się z dwóch pojedynczych dział kalibru 37 mm K/39 M98 L/37 . Okręt wyposażony był w dwie pojedyncze wyrzutnie torped kalibru 381 mm: jedną stałą na dziobie i obracalną na pokładzie .
Załoga okrętu składała się z 18 oficerów, podoficerów i marynarzy .

## Służba
„Kapella” został wcielony do służby w Svenska marinen w 1904 roku . W 1921 roku okręt został przeklasyfikowany na patrolowiec, w związku z czym zdemontowano wyrzutnie torpedowe i wyposażono w trał mechaniczny . Jednostka straciła wówczas nazwę i pływała pod oznaczeniem Vedettbåt n:r 37 (numer burtowy V37) . Okręt został wycofany ze służby w 1937 roku.